# Corpo de Enfermagem da Armada Real da Rainha Alexandra

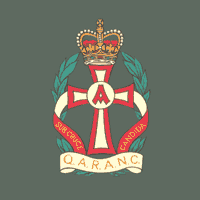
Insígnia do Corpo de Enfermagem da Armada Real da Rainha Alexandra

O Corpo de Enfermagem da Armada Real da Rainha Alexandra (em inglês: Queen Alexandra's Royal Army Nursing Corps - QARANC) faz parte dos Serviços Médicos da Armada dentro da Armada Britânica desde 1949. Foi fundado em 1902 pela Rainha Alexandra, durante a Primeira Guerra dos Bôeres, com o nome de Serviço de Enfermagem Militar Imperial da Rainha Alexandra (em inglês: Queen Alexandra’s Imperial Military Nursing Service - QAIMNS), que foi modificado ao entrar para a Armada. A associada Queen Alexandra's Royal Army Nursing Corps Association é uma instituição de caridade registrada.